# Hendschiken
Hendschiken est une commune suisse du canton d'Argovie, située dans le district de Lenzbourg.

Vue aérienne (1970)